# Чельси, Анджело
Анджело Чельси (итал. Angelo Celsi; 1600, Рим, Папская область — 6 ноября 1671, там же) — итальянский куриальный кардинал, доктор обоих прав. Секретарь Священной конгрегации хорошего управления с 15 сентября 1644 по 13 марта 1645. Префект Священной Конгрегации Собора с 14 января 1664 по 6 ноября 1671. Кардинал-дьякон с 14 января 1664, с титулярной диаконией Сан-Джорджо-ин-Велабро с 11 февраля 1664 по 14 мая 1668. Кардинал-дьякон с титулярной диаконией Сант-Анджело-ин-Пескерия с 14 мая 1668 по 6 ноября 1671.